# Skånepolisens register över romer
Skånepolisens register över romer eller romregistret var ett stort hemligt register, utarbetat av dåvarande Skånepolisen (senare en del av Polisregion Syd). Registret, vars syfte var att motarbeta en släktfejd, innehöll uppgifter även om ett stort antal barn och ostraffade personer i samma släkt, främst sådana med romsk bakgrund. 
Registret avslöjades i en artikelserie i Dagens Nyheter i september 2013. I registret fanns 4741 registrerade personer, mestadels romer varav 1320 var barn. Säkerhets- och integritetsskyddsnämnden och åklagare inledde en granskning, som visade att det fanns allvarliga brister vid personuppgiftsbehandlingen i två uppgiftssamlingar inom polisens kriminalunderrättelseverksamhet. Uppgiftssamlingarna hade de facto fått karaktären av ett register över etnisk tillhörighet, vilket inte är förenligt med bestämmelserna i polisdatalagen. Justitieombudsmannen riktade i mars 2015 allvarlig kritik mot dåvarande Polismyndigheten i Skåne.

## Bakgrund
Många av de registrerade bodde inte i Skåne, där registret blev uppfört, 600 personer var bosatta i Stockholm och 220 personer är avlidna. Enligt polisen var syftet med registreringen att "kartlägga allvarlig brottslighet och nätverk kring dessa", men registreringen angav inte tydligt samband mellan brottslighet och de personer som registrerats, registret hade därför i viss mån blivit ”en 'bra att ha'-uppgiftssamling”. 
Säkerhets- och integritetsskyddsnämnden 2013 konstaterade registret vara olagligt och konstaterar att integritetsskyddet har satts ur spel och att det trots det breda ändamålet inte finns anledning att registrera alla personer som finns i registret, men drar däremot inte slutsatsen att registreringen baserats enbart på etnicitet då de inte haft möjlighet att kontrollera varje individ i registret.
Skånepolisens egen granskning, offentliggjord i oktober 2013, slog fast att "det var riktigt att upprätta registret", enligt polisledningen. Granskningen visade bland annat att det funnits legitim anledning att registrera de berörda personerna, att etnicitet överhuvudtaget inte registrerats, att det inte gick att söka på etnicitet i registret, och att barn förekommit i den mån de kunde misstänkas "användas som redskap för andras kriminalitet".
Justitieombudsmannen Cecilia Renfors inledde 2014 en granskning av Skånepolisens olagliga register över romer för att ta reda på vem eller vilka inom polisen som bär ansvaret för registreringen.
Elva av de registrerade stämde 2016 staten med hjälp av Civil Rights Defenders och 10 juni meddelade Stockholms tingsrätt att staten gjort sig skyldig till etnisk diskriminering. Domen fastställdes efter överklagande i Svea hovrätt.